# Hindumanes
Hindumanes Logunov, 2004 è un genere di ragni appartenente alla famiglia Salticidae.

## Distribuzione
L'unica specie oggi nota di questo genere è stata rinvenuta in India.

## Tassonomia
A giugno 2011, si compone di una specie:
- Hindumanes karnatakaensis (Tikader & Biswas, 1978)[2] — India